# Ягановка
Яга́новка (рос. Ягановка) — село у складі Вадінського району Пензенської області, Росія.
Населення — 332 особи (2010; 360 у 2002).
Національний склад станом на 2002 рік:
- росіяни — 97 %